# Lluís Oliver i de Boteller
Lluís Oliver i de Boteller (Tortosa ? - ? ~ 1548). Vescomte de Castellbò.
Era fill de Francesc Oliver Alaix, senyor de la baronia de Balsareny, i d'Angelina Boteller i de Garret, a més de ser germà de Francesc Oliver i de Boteller, president de la Generalitat de Catalunya. És el genearca del llinatge tortosí dels Oliver de Boteller, ja que va fusionar els cognoms patern i matern en un de sol.
Participà com a síndic de Tortosa a les Corts de Barcelona (1519).
Durant la revolta de les Germanies, defensà Benicarló i Peníscola. Participà en la victòria d'Orpesa i en la d'Almenara comandant personalment 400 infants, contra l'exèrcit agermanat.
Accedeix al vescomtat de Castellbò per un préstec concedit a Germana de Foix en 1528 que no va ser tornat. La corona intentà recuperar-ho i provocà la implicació de Lluís Oliver en les revoltes tortosines. Conservà el vescomtat fins al 1548 en què passa a la Corona d'Aragó.
Va estar casat amb Jerònima de Riquer, amb qui va tenir a Pere Oliver de Boteller i de Riquer, canonge de Tortosa i president de la Generalitat de Catalunya (1575-1578) (1584-1587). El seu fill natural, Francesc Oliver de Boteller (1557-1598), va ser abat de Poblet i també president de la Generalitat de Catalunya (1587-1588 i 1596-1598).